# As Aventuras do Príncipe Achmed
As Aventuras do Príncipe Achmed (em alemão:  Die Abenteuer des Prinzen Achmed) é um filme de animação de silhuetas alemão de 1926 dirigido e escrito por Lotte Reiniger. Estreou no dia 2 de maio de 1926 no teatro Berliner Volksbühne em Berlim, na Alemanha. 
O filme é baseado em diversas tramas em que Lotte Reiniger usou como referência de contos de As Mil e Uma Noites. Creditado como o filme de animação mais antigo do mundo, foi produzido com a técnica de tintura.
Somente dois filmes de animação argentinos, de Quirino Cristiani são citados como precursores; contudo, estes são considerados perdidos. 

## Trama

### Primeiro Ato
O poderoso mago africano evoca a natureza e cria um cavalo mágico alado. Na cidade do Califa, organizavam uma grande festa para honrar seu aniversário. O mago o presenteia com o cavalo mágico e traz, com sua ajuda, a bandeira da torre mais alta do palácio. A princesa Dinarsade e seu irmão, príncipe Achmed, também observam a demonstração de voo. O Califa primeiro oferece dinheiro ao Mágico pelo cavalo e, por último, a livre escolha dos tesouros de seu palácio. O mago escolhe a princesa Dinarsade. Achmed o impede, no entanto, logo o mago convence-o a usar o cavalo. O príncipe monta, continua subindo no ar e finalmente passa das nuvens e desaparece. Em seguida, o mago é preso e anuncia que ele não havia dito ao príncipe como ele poderia trazer o cavalo de volta ao chão. 

### Segundo Ato: A história do Príncipe Achmed
Então, acidentalmente, Achmed descobre o mecanismo de descida e pousa em uma das ilhas encantadas de Wak-Wak, longe de sua terra natal. Pari Banu é a senhora do reino dos demônios de Wak-Wak. Achmed é bem recebido pelas damas da corte, mas, no fim das contas, elas brigam pelo forasteiro e ele foge com seu cavalo para uma ilha vizinha. Todas as noites, a deslumbrante Pari Banu, em sua veste de pássaro e tendo por companhia suas aias, voa até essa ilha vizinha e banha-se em um lago encantado. Achmed vê a cena e rouba de Pari Banu a plumagem que ela despira. Após uma curta perseguição, Achmed rapta Pari Banu e leva-a consigo em seu cavalo para a China. Ainda que Pari Banu advertisse Achmed sobre os demônios, ele estava decidido a casar-se com ela. Enquanto isso, com a ajuda de uma bola de cristal, o mago descobre o paradeiro de seu cavalo encantado e transfigura-se em um morcego para voar de seu cárcere em direção a Achmed e Pari Banu. Transfigurado em canguru, o mago rouba a veste de pássaro de Pari Banu e Achmed, tentando segui-lo para recuperar o vestido, cai entre as rochas e lá fica preso. Sob o pretexto de serem ordens de Achmed, o mago entrega uma túnica à Pari Banu e diz a ela que a levará a Achmed; o mago a coloca sobre seu cavalo alado e a sequestra. Depois de lutar contra uma enorme serpente, Achmed consegue livrar-se da fenda entre as rochas em que estava preso, mas chega tarde demais.

### Terceiro Ato: Aventuras na China
O mago leva Pari Banu ao imperador da China e a vende para ele. Pari Banu resiste às investidas do imperador. Por fim, o imperador pede ao seu preferido, um anão, que tome Pari Banu por sua esposa ou que a mate. Enquanto isso, o mago retorna para onde está o entristecido Príncipe Achmed, leva-o até uma montanha em chamas e o prende ao cume sob uma rocha. O mago ameaça atacar a irmã de Achmed. Entretanto, na montanha em chamas, vive uma bruxa inimiga do mago. Dela, Achmed ganha armas mágicas para libertar Pari Banu. Pari Banu acaba de se casar com o anão quando Achmed e a bruxa chegam. Achmed liberta Pari Banu enquanto ela está sendo forçada a entrar na casa do noivo. Contudo, também os demônios de Wak-Wak procuram por Pari Banu. Achmed consegue derrotar alguns desses dragões voadores, mas outros tomam Pari Banu e levam-na embora. Achmed poupa o último demônio sob a promessa de que ele o levará até Wak-Wak, mas o demônio larga o príncipe em frente ao portão de Wak-Wak que só pode ser aberto utilizado-se a lâmpada mágica de Aladin.  

### Quarto Ato: Aladin e a Lâmpada Mágica
Achmed salva Aladin das garras de um monstro em forma de elefante e lhe pergunta desesperado sobre o paradeiro da lâmpada mágica; contudo, ela já não está mais em sua posse. Aladin conta-lhe a história de como ele, quando era um pobre alfaiate na cidade do Califa, recebeu um dia a visita de um homem que o apresentou a Dinarsade, a filha do Califa. Esse homem prometeu-lhe a mão da jovem, desde que ele trouxesse uma lâmpada mágica que se encontrava em um poço numa região montanhosa. Aladin procurou em várias cavernas subterrâneas e trouxe a lâmpada. No entanto, ele foi empurrado pelo desconhecido de volta para o poço, já que insistia em ser retirado das profundezas antes de entregar a lâmpada. Ao tentar acendê-la, ele descobriu seu poder mágico. O Gênio da Lâmpada o trouxe de volta para casa. Do dia para a noite, foi construído um palácio para Aladin, o que surpreendeu tanto o Califa que ele acabou lhe concedendo Dinarsade como esposa. Achmed revela a Aladin seu parentesco com o Califa e com Dinarsade, mas depois descobre que o palácio, a princesa e a lâmpada haviam desaparecido e que Aladin fora encaminhado para a forca. No último instante, ele conseguiu escapar dali em um barco a velas. Durante uma tempestade,  sofreu um naufrágio e foi arrastado para a terra. Quando ele quis se alimentar de uma árvore, ela se transformou no monstro elefante. Exatamente quando Achmed está contando para Aladin que o mago africano seria o responsável por tudo, a Bruxa da Montanha de Fogo desce do céu exigindo que Achmed liberte Pari Banu, que deveria ser morta pelos demônios por ter fugido com ele. A bruxa assume o lugar de Achmed e Aladin no combate contra o mago pela posse da lâmpada. Eles lutam entre si, assumindo a forma de diferentes animais, até que a bruxa vence.

### Quinto Ato: A Batalha dos Espíritos em Wak-Wak
Os demônios estão indignados com sua senhora e a induzem a pular de um penhasco, quando Achmed se aproxima. Aladin tenta soltar os gênios da lâmpada, mas os demônios negros são mais rápidos e se jogam contra ele. Achmed consegue libertá-lo dos demônios, mas eles já têm a lâmpada em sua posse. Com a intervenção da bruxa, eles conseguem recuperar a lâmpada e libertar os bons espíritos, que combatem os demônios negros em uma turbulenta batalha. Um demônio de muitas cabeças rende Pari Banu. No lugar de cada cabeça que Achmed arranca durante a luta, nascem em seguida duas novas, mas a bruxa consegue impedir isso com a ajuda da lâmpada mágica. Depois do triunfo sobre os demônios, o palácio de Aladim se aproxima flutuando. A bruxa envia Aladin, Achmed e Pari Banu para a “Terra dos Mortais” e fica com a lâmpada mágica. Aladin encontra Dinarsade no palácio. Os dois casais pousam com o palácio de volta à cidade do Califa e são alegremente recepcionados por ele.

## Contexto Histórico
As Aventuras do Príncipe Achmed, produzido entre 1923 e 1926, foi um dos primeiros longa-metragens animados. Lotte Reiniger  foi a responsável pela equipe de criação, tendo sido assessorada por Walter Ruttmann, Berthold Bartosch, Alexander Kardan e Carl Koch. A trilha sonora original do filme mudo foi composta por Wolfgang Zeller e está depositada na Biblioteca do Congresso em Washington, o que permitiu que fizesse parte da restauração do filme realizada em 1999 pelo Deutsches Filmmuseum (Museu do Filme Alemão). Nela foram introduzidas as legendas de transição, comuns nas versões atuais, apresentadas nos documentos de censura de 15 de janeiro de 1926.
A animação não foi desenhada, mas sim foi utilizada a técnica do paper cutting de silhuetas. Figuras planas de papelão cortadas individualmente foram animadas usando a técnica de stop-motion. O filme possui em torno de 96 mil imagens individuais que, numa velocidade de vinte e quatro quadros por segundo, resulta em um filme de aproximadamente 65 minutos.

## Restauração
Por muito tempo, o mundo profissional assumiu que apenas as cópias em preto e branco do filme feitas na década de 50 haviam permanecido conservadas. Naquela época, por motivo de baixo orçamento, os filmes de celuloide, facilmente inflamáveis, eram copiados apenas em filmes preto e branco. Os filmes originais eram, no entanto, pelo menos em algumas cenas, coloridos durante uma etapa posterior. Em uma versão restaurada do ano de 1989, as cores do original foram somente interpretadas.
Em 1999, quando se deu o jubileu de cem anos de Lotte Reiniger, restauradores do Arquivo de Filmes de Frankfurt (Frankfurter Filmarchiv) pesquisaram novamente ao redor do mundo, e em Londres, no National Film and Television Archive, encontraram um filme cujo positivo de celuloide estava bem conservado para o período de 70 anos. Supõe-se que essa seja uma cópia direta do negativo original. Da mesma forma, na Library of Congress, apareceu a partitura original da música do filme, de Wolfgang Zeller, que continha informações importantes sobre o corte original.
A versão original pôde ser restaurada graças às notas sobre as 124 legendas nos documentos de censura do filme do período da República de Weimar. Em um processo especial, a fábrica de cópias L'Immagine Ritrovata, em Bolonha, criou uma nova cópia colorida, bastante próxima ao original, estreado em maio de 1926.

## Crítica
Até hoje, o clássico nada perdeu de seu fascínio, mesmo com as técnicas de animação da era digital se tornando cada vez mais diversas e perfeitas. Imagens especialmente impressionantes mostram a luta pelo poder entre a bruxa boa e o feiticeiro mau, que se transformam sempre em novas formas, até se dissolverem em efeitos de luz.— Top-Videonews.

## Trilha-sonora
A música orquestral original do filme, composta durante a produção do filme mudo, foi feita por Wolfgang Zeller. Desde então, há diversas novas versões, das quais uma parcela é baseada nos temas de Zeller, e outra parcela em composições completamente novas.
O compositor britânico de músicas para filmes, Freddie Phillips, que já havia criado a trilha sonora em outros filmes de Reiniger, produziu, em 1954, uma readaptação, quando foi feita uma nova versão negativa copiável do filme em Londres.
Desde a restauração do filme em 1999, o Silk Road Ensemble de Yo-Yo Ma, o Khoury Project jordaniano-palestino, o quinteto suíço de pianos I Salonisti, o Trio Teichmannhurt (irmãos Teichmann e Leopold Hurt) e a banda britânica de rock eletrônico Flights of Helios executaram suas próprias versões e composições para o filme.
A pedido do festival Kurt-Weill, o contrabaixista francês Renaud Garcia-Fons compôs um nova trilha sonora para sexteto, com instrumentos europeus e orientais (contrabaixo, acordeão, bansuri/flauta transversal, alaúde/tar, marimba), que estreou no filme em 2011 em Dessau.

## Literatura
Lotte Reiniger: Die Abenteuer des Prinzen Achmed. 32 imagens das silhuetas do filme. Com uma explicação no conteúdo. The Adventure of Prince Achmed. Neuauflage als Beitrag zu „100 Jahre Film“. Alemão e inglês. Primrose Film Productions, London und München 1995, XXX S., 32 páginas.

Barbara Lange: Die Abenteuer des Prinzen Achmed (1926). Ein cineastisches Experiment In: Animationen: Lotte Reiniger im Kontext der Mediengeschichte. Organizado por Barbara Lange, Catherine Böhm, Andrea Haarer, Antonia Kurz, Olga Özbek und Olga Schwab, Tübingen 2012.